# Староатайское сельское поселение
Староата́йское се́льское поселе́ние (чув. Кивӗ Атикасси ял тӑрӑхӗ) — муниципальное образование в Красночетайском районе Чувашии Российской Федерации.
Административный центр — деревня Старые Атаи.

## История
Статус и границы сельского поселения установлены Законом Чувашской Республики от 24 ноября 2004 года № 37 «Об установлении границ муниципальных образований Чувашской Республики и наделении их статусом городского, сельского поселения, муниципального района и городского округа».

## Население
| 2010 | 2012  | 2013  | 2014  | 2015  | 2016 | 2017 |
| ---- | ----- | ----- | ----- | ----- | ---- | ---- |
| 1228 | ↘1155 | ↘1121 | ↘1070 | ↘1027 | ↘992 | ↘952 |
| 2018 | 2019  | 2020  | 2021  |       |      |      |
| ↘922 | ↘887  | ↘863  | ↘846  |       |      |      |

## Состав сельского поселения
| № | Населённый пункт | Тип населённого пункта          | Население |
| - | ---------------- | ------------------------------- | --------- |
| 1 | Акташи           | деревня                         | ↗56       |
| 2 | Кошлауши         | деревня                         | ↗80       |
| 3 | Кузнечная        | деревня                         | ↗208      |
| 4 | Новые Атаи       | деревня                         | ↗260      |
| 5 | Русские Атаи     | деревня                         | ↗200      |
| 6 | Старые Атаи      | деревня, административный центр | ↗351      |
| 7 | Чербай           | деревня                         | ↗105      |
| 8 | Яманы            | деревня                         | ↗200      |